# Васил Пенев
Васил Георгиев Пенев е български политолог и университетски преподавател, доцент в Софийския университет.

## Биография
Роден е през 1959 г. През 1984 г. завършва философия и френски език във Философския факултет на Софийския университет. През 1988 г. започва работа като специалист, по-късно научен сътрудник в Центъра за изследване на идеологиите към Философския факултет, чийто ръководител е в периода 1993 – 1996 г. През 1990 г. защитава дисертационен труд на тема „Общественото мнение – фактор в политическия живот“. През 1996 г. е избран за главен асистент в Катедра „Политология“, а през 2005 г. е избран за доцент. Води и занятия в Нов български университет и Бургаския свободен университет. Специализира в Париж (Франция), Констанц и Тюбинген (Германия) и в централата на НАТО в Монс, Белгия.
Ръководител и член е на проекти, посветени на парламентаризма и европейската интеграция. Член е на редакционните колегии на академичните списания „Избор“, Bulgarian Quarterly, „Политически изследвания“. През 1995 – 1997 г. е съветник в Министерския съвет на България. През 2001 г. става кавалер на френския орден Palmes Académiques за заслуги в областта на науката и културата.
Основните му научни интереси са в областта на политическите системи и идеологии. Автор е на книгите „Политическата система на Дания“ (2004) и „Политология за всички“ (2006), както и на десетки студии и статии в академични издания на български, английски, френски и руски език.
Умира на 20 април 2020 г. в София.